# Stubbs (chat)
 (juillet 2017).
Si vous disposez d'ouvrages ou d'articles de référence ou si vous connaissez des sites web de qualité traitant du thème abordé ici, merci de compléter l'article en donnant les références utiles à sa vérifiabilité et en les liant à la section « Notes et références ».
Stubbs, né le 12 avril 1997 à Talkeetna en Alaska aux États-Unis et mort le 21 juillet 2017 au même lieu est un chat politique. Il devient célèbre lorsqu'il devient maire honorifique du census-designated place alaskain de Talkeetna.

## Historique

### Maire honorifique de Talkeetna (1997-2017)
Mécontents des candidats qui se présentaient à l'élection, certains habitants avaient appelé avec humour à voter pour ce chaton roux, découvert abandonné dans une rue du village quelques jours avant. Les habitants avaient suivi le mouvement et massivement voté pour le félin. Il a été réélu jusqu'à sa mort.
Il n'était pas vraiment maire car Talkeetna n'est pas une commune. Il n'y avait donc pas de conseil municipal, étant rattachée au Borough de Matanuska-Susitna.
À chaque fin de mandat, les habitants étaient très satisfaits du maire de leur village car il « n'augmentait pas les impôts et ne se mêlait pas du commerce ».

### Vie privée

#### Attaques
Le 31 août 2013, Stubbs est victime d'une attaque par un chien. Il sera hospitalisé avec un poumon perforé, un sternum fracturé et une plaie profonde. Les opérations coûtent très cher et des personnes du monde entier font des dons pour aider le chat.
Stubbs a échappé plusieurs autres fois à la mort :
- Des adolescents lui avaient tiré dessus avec des pistolets à air comprimé ;
- Il est tombé dans la friteuse d'un restaurant qui, heureusement pour lui, était éteinte.